# Leroy Carr
Leroy Carr (ur. 27 marca 1905 w Nashville w stanie Tennessee, zm. 29 kwietnia 1935 w Indianapolis w stanie Indiana) – amerykański pianista, wokalista, kompozytor.
Sam uczył się grać na fortepianie podpatrując pochodzącego z Missisipi Ollie Akinsa. Po ukończeniu szkoły pracował jako posłaniec, a od 1917 w wędrownym cyrku.
W 1982 r. został wprowadzony do Blues Hall of Fame.